# Symplecta cancriformis
Symplecta cancriformis là một loài ruồi trong họ Limoniidae. Chúng phân bố ở miền Cổ bắc.